# Inflection IA
Inflection AI, Inc. é uma empresa de tecnologia especializada no desenvolvimento de hardware e aplicativos para inteligência artificial generativa e aprendizado de máquina. Fundada em 2022, a empresa adota a estrutura de corporação de benefício público e está sediada em Palo Alto, Califórnia.
A Inflection AI se destaca por sua abordagem inovadora na criação de soluções avançadas em inteligência artificial.

## História
Inflection AI, Inc. foi fundada em 2022 por Reid Hoffman, Mustafa Suleyman e Karén Simonyan. A empresa tem colaborado com a Nvidia no desenvolvimento de hardware para inteligência artificial generativa.
Em junho de 2023, a Inflection AI levantou US$ 1,3 bilhão em uma rodada de financiamento, atingindo uma avaliação de US$ 4 bilhões.
Em março de 2024, Mustafa Suleyman e Karén Simonyan anunciaram sua saída da empresa para fundar a Microsoft AI.

## Produtos
O primeiro produto amplamente lançado pela Inflection AI, Inc. é um chatbot denominado Pi, que se refere a "Personal Intelligence" (Inteligência Pessoal). O Pi foi projetado para atuar como um assistente pessoal baseado em inteligência artificial.
Os principais objetivos da experiência do usuário para o Pi incluem:
- Apoio Emocional: Proporcionar suporte emocional aos usuários humanos, mantendo um diálogo interativo, tanto por texto quanto por voz.
- Tom e Comunicação: Manter um tom gentil e diplomático em tópicos sensíveis, além de incorporar humor quando apropriado.

O Pi tem sido comparado ao ChatGPT, um chatbot desenvolvido pela OpenAI, destacando as semelhanças e diferenças entre as abordagens e funcionalidades de ambos.